# 新道幸惠
新道幸惠（しんどう　さちえ、1942年 - ）は、日本の看護学者・看護師・助産師。山口県出身。なお、「新道幸恵」とも表記される。
1963年日本赤十字中央女子短期大学看護科卒。1964年日本赤十字社助産婦学校卒。1969年国立公衆衛生院専攻課程看護コース卒。1977年弘前大学医療技術短期大学部助教授。1983年聖路加国際大学大学院看護学研究科修士課程修了。東海大学医療技術短期大学助教授。1984年国立公衆衛生院主任研究官。1990年神戸大学医学部附属病院看護部長。1992年東邦大学にて「母性意識・行動等と乳幼児期における小児の発育発達との関連性」で医学博士取得。1993年神戸大学医学部教授。1999年青森県立保健大学学長。2007年日本赤十字広島看護大学学長。2012年同学長退任。同看護学部客員教授。NPO法人看護アカデメイア幸理事長。2014年京都橘大学看護学部教授。2017年同退職。
この他に、日本赤十字看護学会3代目理事長を務めた。

## 主著
- 『母性の心理社会的側面と看護ケア』共著　医学書院　1990
- 『婦長のためのマネジメント』共編　医学書院　2000
- 『事例で学ぶ母性看護学』編著　メジカルフレンド社　2004
- 『助産診断に基づく産婦ケア』編著　医学書院　2005
- 『看護ユニットマネジメント』共著　医学書院　2006
- 『産婦ケアの教育方法　助産学生のために』監修　金芳堂　2016

## 参考
- KAKEN
- KAKEN
- researchmap
- 博士論文データベース
- 『夢を紡いで　新道幸惠先生　青森県立保健大学学長退官記念』コーデックス　2007